# Destil·lat d'oli

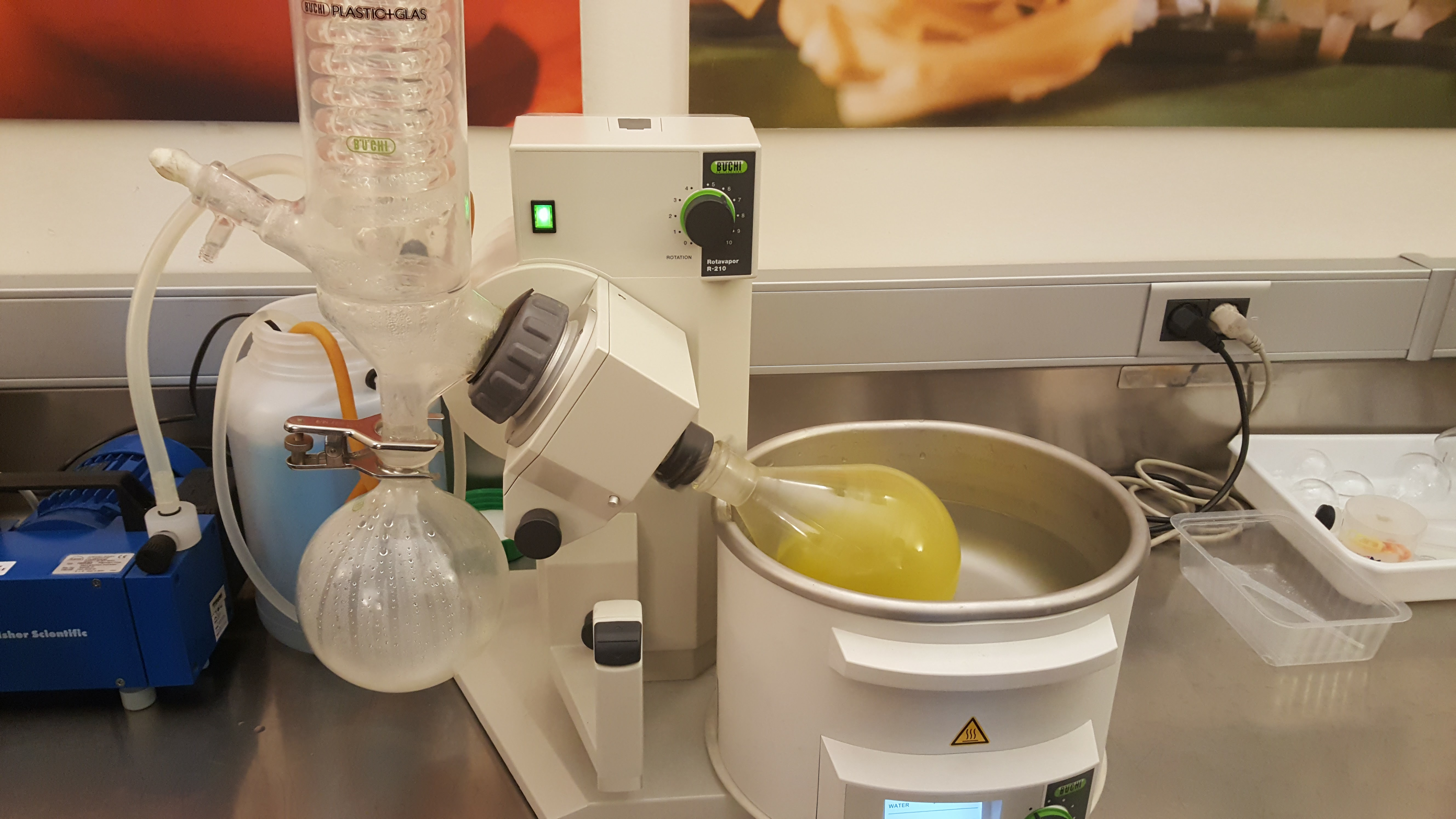
Rotaval amb mescla d'oli i aigua pel procés de destil·lació de l'oli d'oliva

El destil·lat d'oli és una elaboració gastronòmica basada en l'extracció de les substàncies volàtils de l'oli d'oliva en forma d'hidrolat, a partir d'un procés químic i d'un procés físic.

## Composició
En relació amb altres olis alimentaris, l'oli d'oliva té una aroma particular, a causa de la gran quantitat de components aromàtics de naturalesa diversa que presenta. Aquestes aromes es produeixen per acció dels enzims, com la lipoxigenasa, que actua durant el procés de premsatge de l'oliva, i després en la pasta obtinguda en la malaxació s'incorporen a la fase oliosa. Això dona lloc a aldehids o enzims, com per exemple l'alcohol deshidrogenasa.
Depenent de la varietat de l'oliva, existeixen grans diferències en els components volàtils de l'oli. Aquest fet deriva de l'activitat enzimàtica, determinada per la genètica del cultiu en qüestió. La zona geogràfica on s'hagi conreat, la maduració, la gestió del reg i el mètode d'extracció (en particular la molta, la malaxació i la centrifugació) també són factors que intervenen en la formació dels compostos volàtils.
Els compostos fenòlics contribueixen en l'amargor de l'oli, i els compostos volàtils són els principals responsables de la verdor de l'oli d'oliva verge.
La concentració dels components de la mescla és amplia i pot ser usada per identificar la varietat i l'origen geogràfic de l'oliva.
En la taula següent es mostren diversos compostos volàtils de l'oli d'oliva. Cal destacar que el trans-2-hexen-1-ol és el principal compost volàtil trobat.
| Alcohol            | Cetones       | Aldehids           | Àcids          | Ésters          |
| ------------------ | ------------- | ------------------ | -------------- | --------------- |
| etanol             | acetona       | acetaldehid        | àcid acètic    | etilacetat      |
| butanol            | pectan-3-ona  | butan-1-al         | àcid propanoic | etil propianat  |
| 2-metilpropan-1-ol | hexan-2-ona   | 2-metilbutan-1-ol  | àcid butanoic  | metil butanat   |
| pentan-1-ol        | nonan-2-ona   | trans-pental-1-al  |                | metil hexanonat |
| hexan-1-ol         | 1-octen-3-ona | pental-1-al        |                | hexil acetat    |
| trans-2-hexen-1-ol |               | heptan-1-al        |                | etil butanoat   |
| cis-3-hexen-1-ol   |               | octan-1-al         |                | octil acetat    |
| heptan-1-ol        |               | decan-1-al         |                | etil decanoat   |
| octon-1-ol         |               | trans-2-decen-1-al |                |                 |
| nonan-1-ol         |               | benzaldehid        |                |                 |
|                    |               | fenilacetaldehid   |                |                 |

## Procés d'elaboració

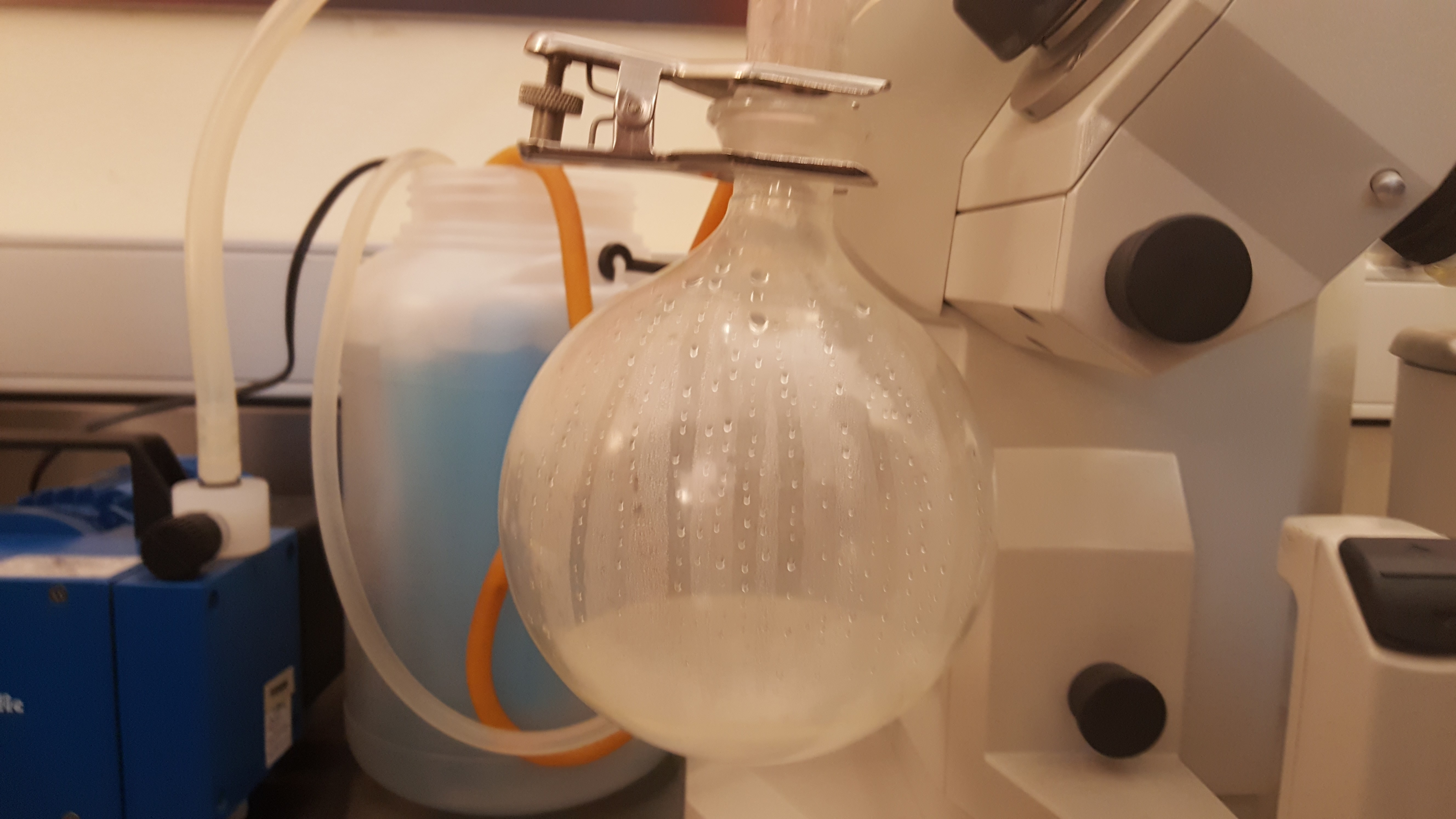
Resultat obtingut en destil·lar oli d'oliva verge extra

El destil·lat d'oli d'oliva s'obté a partir d'una mescla d'oli d'oliva i aigua per tal de tenir dues fases i conseqüentment dos punts d'ebullició, ja que el punt d'ebullició de l'aigua es produeix a una temperatura inferior, i això fa que l'aigua arrossegui els components aromàtics de l'oli per poder-los separar.
Durant aquest procés s'obté un hidrolat que se separa de l'oli essencial i manté els composts flavonoides.
Aquest procés es duu a terme utilitzant un evaporador rotatiu i treballant amb un binomi de temperatura i pressió baixes.

### Principi científic
Les mescles binàries tenen una temperatura d'ebullició que depèn de les proporcions en què es troba cadascun dels components de la mescla. El buit continu fa que l'ebullició es produeixi a temperatures inferiors a les que tenen lloc a pressió atmosfèrica. A temperatures baixes i pressions molt baixes s'obté un vapor destil·lat que, posteriorment condensat, concentra els components més volàtils del producte original; entre ells bona part de les seves aromes fresques. Això permet extreure substàncies aromàtiques sense que aquestes es degradin per acció de la calor i obtenir una mescla enriquida en el component més volàtil en forma d'hidrolat.

## Aplicacions culinàries
L'aplicació culinària del destil·lat d'oli és aportar aroma d'oli d'oliva al plat i evitar el contingut lipídic, tant per les calories pròpies que aporta com pel comportament fisicoquímic en les elaboracions culinàries.